# Ваджир
Ваджир (англ. Wajir) — город в бывшей Северо-Восточной провинции в Кении. Является центром одноимённого округа. Население — 41 430 человек (по оценке 2010 года).
Международный Астрономический Союз (МАС) назвал в честь Ваджира один из кратеров на Марсе.
В городе проживают представители многочисленных кланов из соседнего Сомали. Это тумал — каста кузнецов и изготовителей амулетов; мигдан — каста охотников и кожевников; ибир — каста знахарей и певцов. Основное же население города составляют кушитские народы — марехан, галла и дегодия. У водопоев часто можно увидеть мужчин из касты мигдан, шьющих сандалии — традиционную обувь этих мест. Также они изготовляют кувшины, обладающие свойствами термосов.
В Ваджире сходятся пять дорог и с полсотни верблюжьих троп. В городе вокруг него расположены многочисленные колодцы и места для водопоя. По этой причине в районе Ваджира селится множество кочевников.
Голодный кризис, имевший место на Африканском Роге в 2006 году, особенно затронул Ваджир, так как наряду с проблемами в питании среди населения получили широкое распространение корь и диарея.
В 2006 году город посетил тогда сенатор от штата Иллинойс Барак Обама.
Кроме нескольких школ в городе имеются окружной госпиталь, рестораны, отели, автовокзал и детский приют. У последователей ислама, которые составляют большинство населения Ваджира, есть мечеть и мусульманская школа. Католическое население города относится к епархии Гариссы. Город является опорным пунктом миссионеров-консолятов в регионе.